# NGC 3193
NGC 3193 is een elliptisch sterrenstelsel in het sterrenbeeld Leeuw. Het hemelobject werd op 12 maart 1784 ontdekt door de Duits-Britse astronoom William Herschel.

## Synoniemen
- UGC 5562
- MCG 4-24-27
- ZWG 123.38
- Arp 316
- VV 307
- HCG 44B
- PGC 30099